# یواس‌اس ارکادی (اس‌پی-۵۷۷)
یواس‌اس ارکادی (اس‌پی-۵۷۷) (به انگلیسی: USS Arcady (SP-577)) یک کشتی بود که طول آن ۱۴۰ فوت (۴۳ متر) بود. این کشتی در سال ۱۸۹۸ ساخته شد.